# Erebus macrops
Erebus macrops (лат.) — крупный вид бабочек рода Erebus семейства Erebidae. Одна из крупнейших совок в Юго-Восточной Азии.

## Описание
Бабочка крупных размеров с размахом крыльев около 110—120 мм. На передних крыльях имеются характерные крупные глазчатые пятна. Основной фон крыльев коричневый. В окраске крыльев представлен чёткий рисунок из тёмно-коричневых линий и перевязей. Предкраевая линия извилистая, состоит из отчётливых поперечных штрихов. На нижней стороне крыльев имеется рисунок из белых штрихов, белых и тёмно-коричневых пятен.
Гениталии самца: субунции отсутствуют. Вальва перепончатая, легко сминающаяся. Гарпа в виде двух сильно склеротизированных крупных долей, напоминающих вместе вальву. Гениталии самки: копулятивная сумка имеет рисунок в виде концентрических линий.

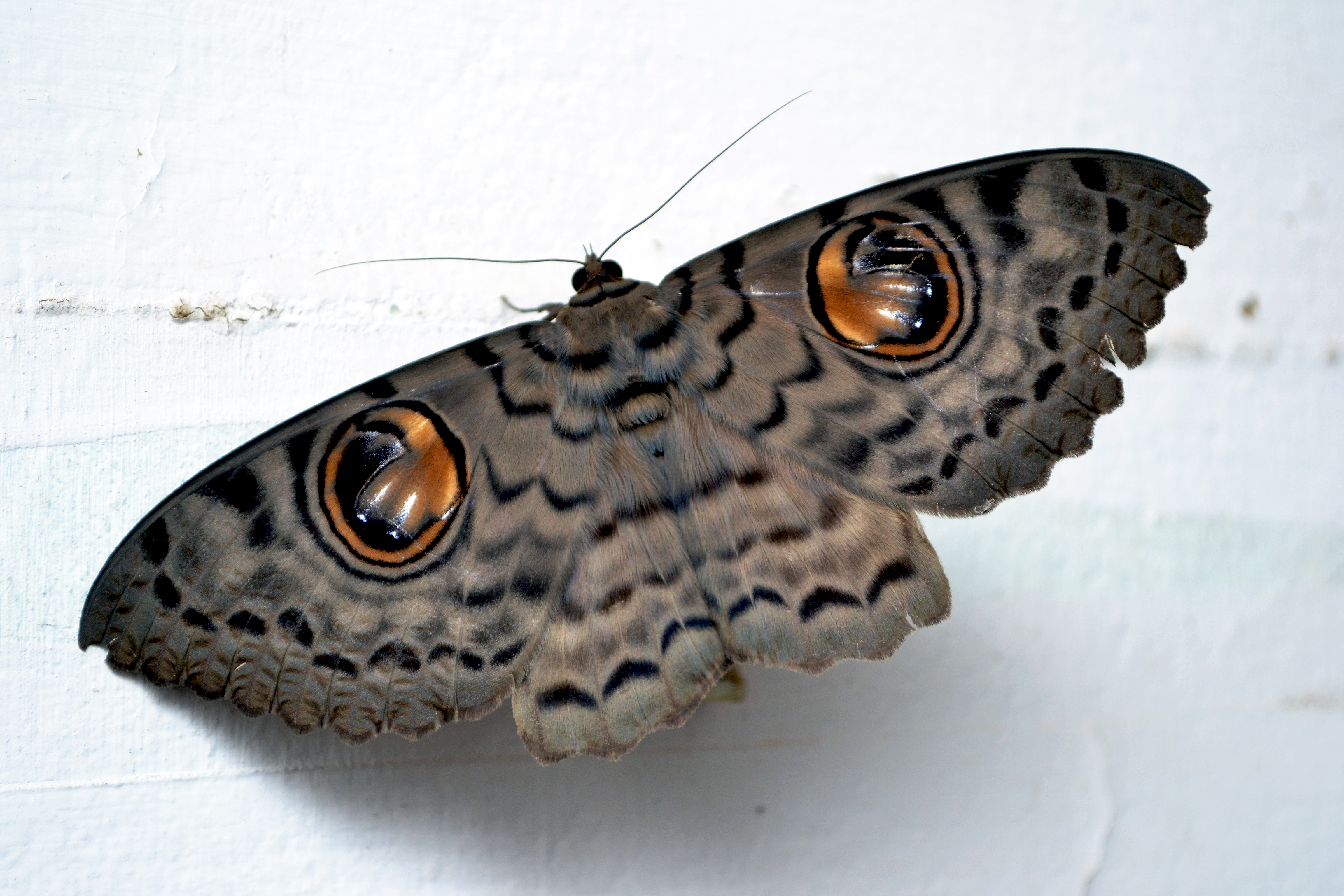

## Ареал
Обитает в Таиланде, Малайзии, Индонезии, Непале, Индии, Китае, Японии, Корее, на юге Дальнего Востока России.

## Кормовые растения гусениц
Гусеницы кормятся на растениях рода Acacia и Энтада.